# John o’Groats River
Der John o’Groats River ist ein Fluss in den Darran Mountains auf der Südinsel Neuseelands. Er entspringt westlich des 1681 m hohen Ongaruanuku, durchfließt in nordwestlicher Richtung zwei kleine Seen und mündet nördlich des Milford Sound/Piopiotahi in die Tasmansee.
Der Name wurde durch Donald Sutherland nach dem schottischen John o’ Groats vergeben.